# Camptostoma obsoletum
El mosquerito silbón (Camptostoma obsoletum), también denominado piojito silbón (en Argentina, Paraguay y Uruguay), tiranuelo silbador (en Colombia), mosquerito silbador (en Perú y Costa Rica), tiranolete silbador sureño (en Panamá y Ecuador) o atrapamoscas lampiño (en Venezuela), es una especie de ave paseriforme de la familia Tyrannidae, una de las dos perteneciente al género Camptostoma. Es nativa de América Central y del Sur.

## Distribución y hábitat
Se distribuye desde la costa occidental de Costa Rica, por Panamá, Colombia, hacia el este por Venezuela, Trinidad y Tobago, Guyana, Surinam y Guayana francesa, hacia el sur, por Ecuador, a occidente de los Andes hasta el centro de Perú y a oriente de los Andes, hasta Bolivia y centro norte de Argentina; y por el centro y oriente del continente, por todo Brasil, Paraguay, hasta Uruguay y centro de Argentina.
Esta especie es ampliamente diseminada y ecológicamente tolerante a diversos ambientes, inclusive urbanos, y generalmente común en hábitats semiabiertos y de bordes de bosques, principalmente en bajas altitudes, pero también en valles interandinos áridos; en la cuenca amazónica es menos numeroso y prefiere el dosel arbóreo y los bordes de bosques de várzea y riparios. Es común también en regiones áridas a occidente de los Andes. Es encontrado desde el nivel del mar hasta los 2800 m de altitud.

## Descripción
Mide entre 9,5 y 10 cm de longitud y pesa entre 7 y 9 g. La corona es de color oliva opaco, así como el resto de la región superior. Presenta un copete despelucado grisáceo. La ceja es blanca grisácea. El anillo ocular es angosto y blanco. Las alas son fuscas con barras alares y márgenes de las secundarias de color amarillento claro o blancas. La cola es fusca y tiene la punta angosta blancuzca. La garganta es blanca opaca. El resto de la región inferior es amarillo pálido, con un ligero matiz oliva en el pecho. Las patas son negras. El pico es corto, negruzco en la parte superior y la punta y anaranjado en la base.

## Comportamiento

### Alimentación
Caza insectos y otros invertebrados y se alimenta también de frutos, especialmente de bayas  de la familia de las lorantáceas.

### Reproducción
Su nido es esférico con materiales vegetales, que tiene una entrada lateral y cuelga firmemente de las ramas, a una altura de 5 a 27 m. La hembra pone dos huevos blancos, con puntos color canela.

### Vocalización
Es muy vocal, con llamados variando geográficamente. El llamado más frecuente de las aves sureñas es un ligeramente ronco «frii?» o «uiii?» y un más musical y descendiente «kliu, kli-kli-kli». Las aves norteñas emiten un llamado rápido de tono alto «frii» seguido de varias notas rápidas que caen de tono.

## Sistemática

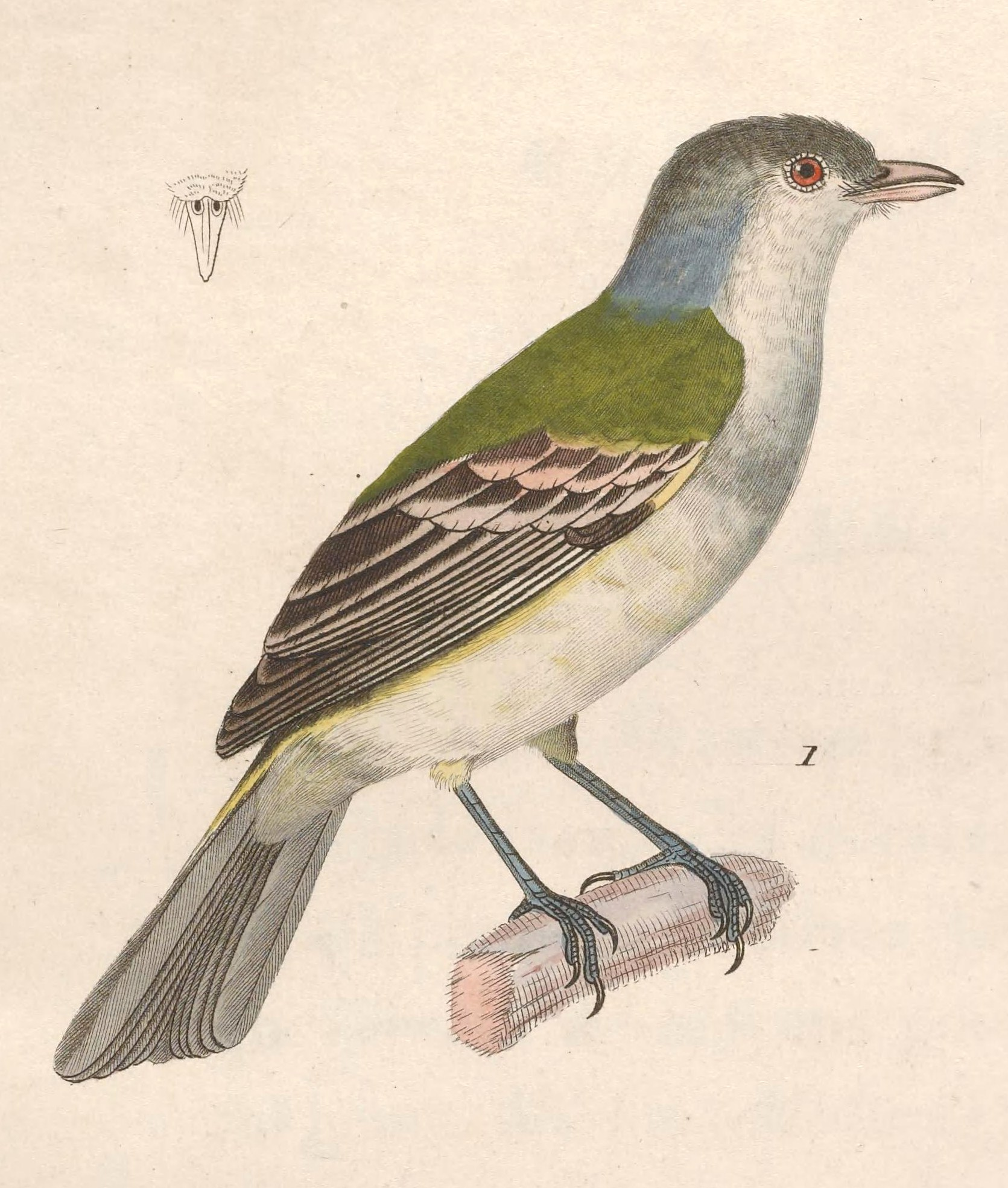
Camptostoma obsoletum, ilustración de Huet le Jeune y Prêtre en Temminck «Nouveau recueil de planches coloriées d'oiseaux», 1838

### Descripción original
La especie C. obsoletum fue descrita por primera vez por el naturalista neerlandés Coenraad Jacob Temminck en 1824 bajo el nombre científico Muscicapa obsoleta; la localidad tipo es «Curitiba, Paraná, Brasil».

### Etimología
El nombre genérico neutro «Camptostoma» se compone de las palabras del griego «kamptos» que significa ‘curvado’, y «stoma, stomatos» que significa ‘boca’, ‘pico’; y el nombre de la especie «obsoletum», proviene del latín «obsoletus» que significa ‘liso’, ‘gastado’.

### Taxonomía
Varios autores sugirieron que la presente especie puede consistir de más de una especie, al menos tres; de hecho, el grupo politípico C. obsoletum pusillum del sur de América Central y oeste de América del Sur, ya fue tratado como especie separada; Rheindt et al (2008c) lo comprueban genéticamente, pero recomiendan aguardar más análisis.
Han sido descritas numerosas subespecies, muchas de ellas pobremente definidas y que intergradan ampliamente con sus vecinas. Las subespecies forman cinco grupos geográfica y morfológicamente discretos (Centroamérica; norte de Sudamérica; oeste de Sudamérica; oeste de la Amazonia; centro de Sudamérica), dentro de los cuales las diversas subespecies podrían ser integradas. Otras subespecies propuestas, como venezuelae (norte de Venezuela), no se diferencia de pusillum; y bogotense (del alto valle del Magdalena), se integra a caucae.

### Subespecies
Según las clasificaciones del Congreso Ornitológico Internacional (IOC) y Clements Checklist/eBird se reconocen 13 subespecies, con su correspondiente distribución geográfica:
- Grupo politípico pusillum:

- - Camptostoma obsoletum flaviventre P.L. Sclater & Salvin, 1865 – costa del Pacífico de Costa Rica y ambas costas de Panamá.
  - Camptostoma obsoletum orphnum Wetmore, 1957 – isla Coiba, litoral suroeste de Panamá.
  - Camptostoma obsoletum majus Griscom, 1932 – isla Pearl, litoral sur de Panamá.
  - Camptostoma obsoletum pusillum (Cabanis & Heine, 1860) – norte de Colombia (costa caribeña, valle del Magdalena al sur hasta Santander), norte de Venezuela (al este hasta Sucre, al sur hasta Táchira, Barinas, Apure, norte de Amazonas y norte de Bolívar) y Trinidad.
  - Camptostoma obsoletum caucae Chapman, 1914 – centro de Colombia (pendiente occidental de los Andes occidentales, valle del Cauca, alto valle del Magdalena, pendiente oriental de los Andes orientales en el oeste de Meta).
  - Camptostoma obsoletum napaeum (Ridgway, 1888) – sur de Venezuela (Amazonas, sureste de Bolívar), las Guayanas, y norte de Brasil (este de Amazonas, Pará, Amapá).

- Grupo politípico obsoletum:

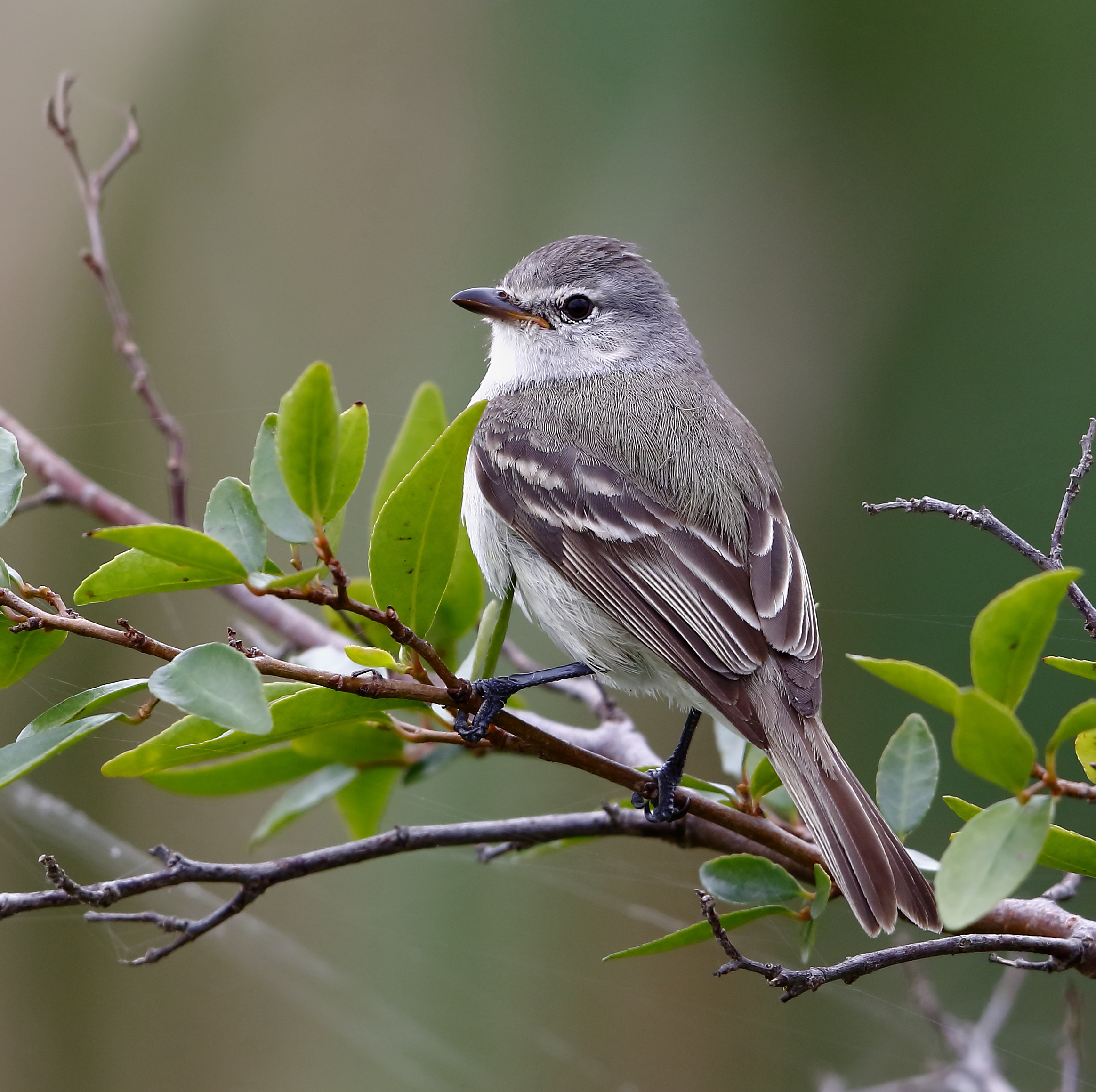
Camptostoma obsoletum obsoletum en los Esteros del Iberá, Corrientes, Argentina

- - Camptostoma obsoletum sclateri (Berlepsch & Taczanowski, 1884) – oeste de Ecuador y extremo noroeste de Perú (Tumbes, norte de Piura).
  - Camptostoma obsoletum maranonicum Carriker, 1933 – norte de Perú (extremo este de Piura, y medio valle del Marañón en Amazonas, este de Cajamarca y este de Áncash).
  - Camptostoma obsoletum griseum Carriker, 1933 – costa árida del Pacífico y pendientes del oeste de Perú (Lambayeque al sur hasta Lima).
  - Camptostoma obsoletum olivaceum (Berlepsch, 1889) – sureste de Colombia, este de Ecuador, este de Perú (al sur hasta el centro de Ucayali) y oeste de Brasil (al sur del río Amazonas en Amazonas).
  - Camptostoma obsoletum bolivianum J.T. Zimmer, 1941 – pendiente oriental de los Andes en el centro de Bolivia (este de La Paz, Cochabamba) y noroeste de Argentina (al sur hasta Tucumán); migrantes hasta el sureste de Perú.
  - Camptostoma obsoletum cinerascens (Wied, 1831) – este de Brasil (Maranhão al este hasta Ceará, al sur hasta el centro de Mato Grosso y Espírito Santo) y este de Bolivia (este de Santa Cruz).
  - Camptostoma obsoletum obsoletum (Temminck, 1824) – sur de Brasil (sur de Mato Grosso al este hasta Río de Janeiro, al sur hasta Rio Grande do Sul) al sur hasta Paraguay, centro y noreste de Argentina (al sur hasta La Pampa y norte de Buenos Aires) y Uruguay.